# Hōrō Musuko
Hōrō Musuko (放浪息子 lit. El hijo transitorio?) es una serie de manga escrita e ilustrada por Takako Shimura. Su distribución comenzó en la edición de diciembre de 2002 de la revista seinen Comic Beam. El primer volumen tankōbon fue publicado por Enterbrain en julio de 2003 en Japón; y, a mayo de 2012, 13 volúmenes han sido publicados. La serie está licenciada en inglés por Fantagraphics Books, que programó el lanzamiento del primer volumen en Norteamérica en junio de 2011 y ha lanzado ya 3 volúmenes al 16 de julio de 2012. Una adaptación a serie de anime de 12 episodios producida por AIC Classic y dirigida por Ei Aoki comenzó a emitirse en Japón en enero de 2011 y terminó en abril del mismo año. 
La historia se centra en Shūichi Nitori, una niña trans, y en su amiga, Yoshino Takatsuki, una chica que sufre de problemas con su identidad de género. De este modo, la serie trata temas como la transexualidad, identidad de género y el inicio de la pubertad. Originalmente, Shimura iba a escribir una historia sobre una chica de bachillerato que quería ser hombre, pero imaginó que un niño que quiere convertirse en una chica antes de entrar a la pubertad tendría muchas preocupaciones relacionadas con crecer, por lo que cambió la historia para adaptarse a esa idea. Hōrō Musuko fue seleccionado por el jurado seleccionador del décimo Japan Media Arts Festival como un trabajo recomendado en 2006. La serie ha sido aclamada por usar el cambio de género como eje principal de la historia, aunque el realismo emocional de los personajes ha sido cuestionado.

## Argumento
Shūichi Nitori es un niño afeminado de quinto año de primaria que es transferido a una nueva escuela, donde rápidamente forja amistad con una alta y poco femenina niña de su clase, Yoshino Takatsuki. Yoshino pronto se entera del deseo de Shūichi de ser una niña, y a su vez ella le confiesa que quiere ser un niño. Shūichi también se vuelve amigo de otras dos chicas de su clase: Saori Chiba y Kanako Sasa. Saori instantáneamente le toma afecto a Shūichi y continuamente lo anima a vestirse como una niña.
Después de que Shūichi y sus amigos entran a sexto año, Yoshino se corta el cabello, adquiriendo un estilo corto y masculino. Shūichi conoce a un chico de su edad que asiste a otra clase, Makoto Ariga, quien secretamente, también quiere ser una niña. Shūichi y Yoshino conocen a una mujer adulta transexual llamada Yuki, que vive con un hombre cuyo nombre es Shiina. Shūichi y Yoshino se vuelven amigos de ambos y los visitan con regularidad. La hermana mayor de Shūichi, Maho, se convierte en una modelo y finalmente se vuelve amiga de Maiko, una modelo adolescente a la que ella idolatra, y de otras dos modelos: Tamaki Sato y Anna Suehiro. Maho consigue un novio, Riku Seya. Shūichi le confiesa a Yoshino que le gusta, pero ella no puede reciprocar sus sentimientos. Cuando Saori se entera de esto, le declara su amor a Shūichi, pero él tampoco puede responder al sentimiento. Esto desemboca en una ruptura entre los amigos de Shūichi mientras se preparan para entrar a secundaria.
En secundaria, todos conocen a una alta y excéntrica chica llamada Chizuru Sarashina, quien trata de ser amiga de todos, y a su susceptible amiga, Momoko Shirai, quien no se lleva bien con los demás (chocando especialmente con Saori). Finalmente Saori y Yoshino vuelven a formar parte del grupo de amigos de Shūichi, aunque Saori diga que sigue odiando a Yoshino y a Momoko. Shūichi y Anna comienzan a tener citas, cosa que sorprende a sus amigos y a su hermana. Yoshino y Saori se las arreglan para reparar, a medias, su amistad, aunque Saori sigue muy distante con los demás.
Shūichi y sus amigos son divididos en distintas clases al entrar al segundo año en la secundaria. Shūichi se vuelve amigo de Shinpei Doi, un chico que, en primaria, lo comenzó a molestar tras conocer su deseo de querer ser una chica. Yoshino deja crecer su cabello tras un comentario de Saori y asiste a la escuela con el uniforme de los chicos por un tiempo. Shuuichi intenta ir a la escuela vestido como una chica un día, pero todos se burlan de él, lo cual lo desanima. Los amigos de Shūichi se empiezan a preocupar por él después de que empiece a faltar a la escuela, pero eventualmente vuelve a asistir regularmente, y es en este momento que Anna rompe con él. Shūichi se deja crecer el cabello, mientras que Yoshino corta el suyo de nuevo. Doi convence a Shūichi para comenzar a asistir a clases regularmente. En el momento que Shuuichi y sus amigos comienzan el tercer año en secundaria la voz de Shūichi comienza a cambiar y corta su cabello bastante, tratando de imitar el estilo de corte de Maiko. Tras un paseo escolar a Kioto y Nara Shūichi y sus amigos comienzan a hacer planes para cuando entren al bachillerato. Anna y Shūichi comienzan a salir de nuevo.
Shūichi comienza a asistir a la misma escuela, que es solo para hombres, que Makoto, Doi y Oka (a la cual también asiste Fumiya Ninomiya, amigo de Saori), mientras que Saori y Yoshino ingresan a una donde los uniformes no son necesarios. Saori empieza a salir con Fumiya. Shūichi comienza a trabajar en un café como una mesera/camarera, razón por la cual Makoto le pide reconsidere esa decisión ya que alguien podría descubrirlo, cosa que pasa cuando Jyogasaki, amiga de Minamoto, una chica que fue con Shūichi en quinto de primaria antes de ser transferido a Nishigaoka, lo ve con el uniforme femenino trabajando. Jyogasaki le entrega una carta y le pide que le cuente un poco más de él, pero Maho encuentra esta carta, lo que la enfurece. Shūichi decide ir a ver a Jyogasaki, y es cuando descubre que ella está escribiendo una historia sobre "personas como él". Tras conversar un rato ven a una persona que claramente es un hombre travestido, llamado Taichiro Ebina, junto a su pequeña hija, Midori. Jyogasaki decide darle caza a este hombre para interrogarlo, obteniendo otro poco de información. Mientras tanto un chico desconocido le da una tarjeta a Yoshino y le ofrece trabajo como modelo. Yoshino desconfía de esa persona, pues no logra conseguir información sobre esa agencia, por lo que le pide consejos a Anna.
Tras pedir un favor a Jyogasaki, esta le pide a Shūichi a cambio que le permita entrevistarlo junto con el señor Ebina. Mientras tanto Yoshino decide que, más que querer ser un chico, desea tener una apariencia genial, por lo cual decide audicionar para ser modelo, animada por Saori. Yoshino le comenta a Shūichi que siente que le ha traicionado, pero Shuuichi la consuela diciéndole que ella fue quien siempre dijo que vistieran como quisieran y la apoya.
Mientras transcurre el tiempo en la preparatoria, Satomi comienza a resignarse a la idea de que su hijo realmente quiere ser una chica, mientras que Makoto se decide a contarle a su mamá sobre sus sentimientos, recibiendo total aceptación por parte de ella. En este periodo de tiempo Yoshino comienza a modelar al lado de Anna, quien a su vez va afianzando cada vez más su relación con Shūichi y aceptando que nunca cambiará, estando conforme con esto. Al terminar la preparatoria, Mako decide no asistir a la universidad mientras se prepara para iniciar su transición, mientras Shūichi ha decidido seguir sus estudios, preparándose para irse de su casa, decidiendo quién es mientras toma el nombre que Yuki le otorgó: Lilly. Con todos los recuerdos de aquello que vivió desde que se mudó al lugar donde se descubrió a sí misma, Lilly decide cerrar su autobiografía con una frase final: "Soy una chica".

## Personajes

### Protagonistas
Shūichi Nitori (二鳥 修一 Nitori Shūichi?)
Voz por: Kōsuke Hatakeyama
Shūichi es una chica transgénero asignada al sexo masculino al nacer que al inicio de la serie va en quinto año de la escuela primaria. También conocida por sus sobrenombres Shuu (シュウ Shū?) y Nitorin (にとりん?), es definida como "un niño que quiere ser una niña y seguido se viste con ropas del género opuesto para asumir el rol del sexo contrario". Shuuichi es descrita como linda por muchos de los otros personajes y es capaz de parecer una chica cisgénero cuando se viste como mujer gracias a su complexión y rostro femenino. Shuuichi disfruta usar ropa que la haga verse linda; ella inicialmente no se viste así, pero sus amigas Yoshino Takatsuki y Saori Chiba la animan a vestirse y actuar femeninamente. Mientras Shuuichi crece comienza a preocuparse por la llegada de la pubertad, por ejemplo por el crecimiento del vello corporal, el agravamiento de su voz, y el acné. Shuuichi muestra signos de Disforia de género y demuestra atracción hacia dos chicas en la serie — Yoshino y Anna Suehiro, con la que tiene citas durante un tiempo mientras está en secundaria, hasta que Anna rompe con ella, aunque posteriormente vuelven a ser pareja.
Shuuichi se interesa más en las actividades dentro de casa; ella no toma parte de las actividades comunes para un chico de su edad, como el practicar algún deporte. Shuuichi disfruta y es hábil horneando postres, aunque nunca se le ve cocinando otras comidas más convencionales. Tras iniciar un diario de intercambio con Yoshino, Shuuichi se interesa en escribir historias, e incluso se une al club de teatro junto a Saori en secundaria, después de que juntas escribieran una adaptación de Romeo y Julieta, interpretada por sus compañeros de clase. Shuuichi tiene una personalidad honesta, lo que le facilita juntarse con otras personas. Tiende a tener una actitud obediente y dócil, aunque, al crecer y entrar a la pubertad, a veces experimenta arrebatos de emoción, lo que contrasta con su usual naturaleza tranquila. Shuuichi puede ser demasiado sensible y seguido se le ve llorando en frente de otros. Debido a su personalidad le es más fácil asociarse con chicas de su edad, y tiene muy pocos amigos varones.
Yoshino Takatsuki (高槻 よしの Takatsuki Yoshino?)
Voz por: Asami Seto
Yoshino, es una chica alta y masculina que al inicio de Hourou Musuko va en quinto año en la clase de Shuuichi. También conocida como Takatsuki-kun (高槻くん?) por sus compañeros de clase (con un honorífico usado comúnmente para los chicos), es una chica que quiere volverse un chico. Ella usualmente se abstiene de vestir ropa común para las mujeres, como faldas o vestidos, aun pese a la insistencia de su madre en comprarle ese tipo de ropa. Poco después de volverse amiga de Shuuichi, Yoshino corta su cabello a un estilo corto y masculino, dándole la apariencia de un chico de su edad, especialmente cuando viste el uniforme de los chicos. Como Shuuichi, Yoshino se siente preocupada y agraviada por entrar a la pubertad, como cuando comienza a menstruar o cuando su busto comienza a crecer. Ella compra una prenda para aplanar su pecho, de manera que no tenga que usar un brasier. También, como Shuuichi, muestra signos que indican disforia de género.
Yoshino prefiere vestir y actuar como un chico, aunque usualmente se abstiene de cosas que le traerían demasiada atención, como ir a la escuela con el uniforme de los chicos tras entrar a la secundaria. Sin embargo, en ocasiones ella viste dicho uniforme y visita ciudades y pueblos donde finge ser un chico; y en una ocasión, disfrutó siendo coqueteada por una mujer mayor. Yoshino quiere y gusta de verse "genial" y viste prendas que la hacen ver aún menos femenina. Cuando es molestada por otros, Yoshino tiende a ponerse sentimental y se sabe que en ocasiones se violenta. Yoshino adquiere interés en el basquetbol tras entrar a secundaria, y se une al equipo femenil de basquetbol junto a Chizuru Sarashina. En secundaria Yoshino deja crecer su cabello tras un comentario de Saori, pero luego vuelve a cortárselo al estilo masculino de antes.
Saori Chiba (千葉 さおり Chiba Saori?)
Voz por: Yuuka Nanri
Saori, apodada Saorin (さおりん?) por Sasa,  es una chica que va en quinto año en la clase de Shuuichi al comienzo de Hourou Musuko. Ella se interesa en animar a Shuuichi a vestirse como una niña, incluso llegando al punto de comprarle un vestido caro para su cumpleaños, el cual posteriormente le es devuelto, cosa que no le agradó. A Saori le resulta difícil asociarse con otros; tiene pocos amigos, aunque se vuelve muy unida a Shuuichi. Ella tiende a decir lo que piensa sin importarle como los demás tomen lo que dice. Mientras Saori crece gradualmente se vuelve más distante y estoica; incluso guarda malas relaciones con sus profesores. A pesar de su actitud egocéntrica es muy popular entre sus compañeros varones gracias a su gran atractivo físico. Es una chica sensible cuyo temperamento puede sacar lo mejor de ella, como cuando reprende a los matones que molestan a Shuuichi a causa de su feminidad. Saori seguido se ve afectada emocionalmente por cualquier circunstancia que involucre a Shuuichi, esto por lo que Saori siente por ella. Saori se convierte al Cristianismo en parte porque busca perdón por sus acciones previas, aunque solo asiste a misa cuando se siente culpable de su comportamiento. Poco antes de terminar la secundaria ella comienza a salir con Fumiya Ninomiya, aunque lo mantuvo en secreto hasta que Yoshino comenzó a correr la voz sobre ello. En bachillerato asiste a la misma escuela que Yoshino.

### Secundarios
Kanako Sasa (佐々 かなこ Sasa Kanako?)
Voz por: Yoshino Nanjō
Kanako Sasa, usualmente llamada por su apellido, es una chica que va en quinto año en la clase de Shuuichi al comienzo de Hourou Musuko. A veces es llamada Kanabun (カナブン lit. escarabajo zángano?) por su hermano menor y Chizuru. Hace su primera aparición en el Capítulo 2 del manga, pero permanece sin nombre hasta el Volumen 2. Es una niña bajita y enérgica que trata de ser amiga de todos, se estresa mucho cuando estos pelean entre ellos mismos. Sasa, en ocasiones, actúa como mediadora entre sus amigos y trata de que nadie esté solo nunca. Ha sido amiga de Yoshino desde preescolar, después se vuelve muy unida a Chizuru. Sasa es una niña inocente e infantil que no tiene muchas preocupaciones además de los pleitos entre sus amigos. Tiende a darle mucho trabajo a su mamá, quien escoge su ropa e, incluso, la ayuda a alistarse para la escuela en las mañanas. Dice que si piensa mucho sobre algo difícil "le duele el cerebro". Conforme crece ella va madurando (una clara muestra de ello es su cambio de peinado: siempre se le veía peinada con dos colas hasta que entró a bachillerato, donde comenzó a usar su cabello suelto), pero sigue manteniendo su misma actitud vivaz que la distingue 
Makoto Ariga (有賀 誠 Ariga Makoto?)
Voz por: Yūichi Iguchi
Makoto es una niña transgénero a la cual se le asignó el sexo masculino al nacer. La primera aparición de este personaje es en sexto año de la escuela. Conocida como Mako-chan (マコちゃん?) solamente por Shuuichi y Chizuru, desea ser una niña también y comparte con Shuuichi el interés por vestir ropas femeninas; lo cual lleva a Makoto a volverse el único amigo "varón" cercano a Shuuichi. Makoto cree que debido a sus pecas faciales y lentes redondos, ella no es capaz de verse tan linda como Shuuichi al asumir la apariencia del sexo opuesto. Makoto se cuestiona si la razón principal de que quiera ser una niña es porque le atraen los hombres, aunque Shuuichi no cree que sea por eso; es una chica romántica que quiere tener una relación con un hombre genial y adulto. Makoto es madura para su edad y es capaz de pensar de manera calmada y objetiva cuando aconseja a sus amigos. Ella se lleva bien tanto con hombres como con mujeres debido a su gran capacidad para escuchar; suele ser espectadora de lo que ocurre en las vidas de otros personajes. Es hija única y sus padres atienden la "Panificadora Ariga". Ella le confiesa a Shuuichi que tiene celos de esta pues Makoto no considera ser linda o buena persona, pero Shuuichi le anima y mantienen su amistad.
En secundaria, ella se vuelve buen amigo de Takanori Oka, pese a que él es una de las personas que más se burlan de Shuuichi. Asiste, en bachillerato, a la misma escuela que Shuuichi, Doi y Oka, donde Fumiya Ninomiya engaña a este y a Shuuichi para que se unan al Club Coral, pues una de las condiciones para salir era presentar nuevos miembros, pero al final Fumiya se mantiene en el club pues sentía que los había obligado.
Chizuru Sarashina (更科 千鶴 Sarashina Chizuru?)
Voz por: Saeko Chiba
Chizuru, apodada Chii-chan (ちいちゃん?), es una niña alta que hace su primera aparición como compañera de clase de Shuuichi al entrar a la secundaria. Ella es amiga de la infancia de Momoko, tiene un comportamiento elegante resaltado por su estatura y su largo cabello, que cautiva tanto a Shuuichi como a Yoshino cuando la conocen. Chizuru es descrita como un espíritu libre, alguien que disfruta de hacer cosas no convencionales y, en ocasiones, escandalizantes que sorprenden a los que están a su alrededor; constantemente actúa sin pensar, y como resultado muestra una personalidad infantil. Su actitud impulsiva a veces la mete en problemas con otros personajes, pero rápidamente se avergüenza cuando se da cuenta de las consecuencias. Ella trata de ser amiga de todos, aunque Saori realmente odia lo impulsiva que es. Chizuru se une al equipo de basquetbol femenil en secundaria. Su familia atiende un restaurante de soba.
Momoko Shirai (白井 桃子 Shirai Momoko?)
Voz por:  Aki Toyosaki
Momoko es amiga de la infancia y compañera de clase en secundaria de Chizuru; es apodada “Momo” (もも?). Siempre está con Chizuru y se molesta bastante cuando esta socializa con otros, inclusive cuando alguien está sentada muy cerca de Chizuru. Momoko, inevitablemente, comienza a pelear con Saori, quien no respeta debidamente Chizuru cuando hablan. Al entrar a bachillerato, aunque sigue siendo buena amiga de Chizuru, empieza a ser más abierta e independiente, a pesar de que mantiene su misma actitud.

### Amigos adultos
Hiroyuki Yoshida (吉田 紘之 Yoshida Hiroyuki?)  / Yuki (ユキ?)
Voz por: Takako Honda
Hiroyuki, conocida más como Yuki, es una mujer transexual alta y atractiva que vive con su novio, Shiina. Yuki se interesa al principio en Yoshino cuando cree que es un niño, aunque sigue manteniendo buenas relaciones con ella aún después de saber su verdadero sexo, y le da a ella y a Shuuichi útiles consejos cuando tienen problemas. A pesar de las diferencias entre sus situaciones, Yuki ve mucho de ella en Shuuichi: cuando eran pequeños, Shiina fue el único amigo que apoyo al joven Hiroyuki (como era llamada entonces) cuando, tanto niñas como niños, le molestaban para que cambiara. Yuki siempre mantiene una actitud positiva, y atiende un bar gay. Desde su transición, ella no ha mantenido buenas relaciones con sus padres, quienes atienden una tienda de uniformes.
Yuki es el personaje principal de la historia corta de Takako Shimura "Hana" (花 La Flor?), de la colección Boku wa, Onna no Ko (ぼくは、おんなのこ Soy una niña?), en donde su familia (padre, madre, hermano y cuñada) también aparece; Yuki es gran fan de  Keiji Sada, un actor del periodo Shōwa.
Shiina (椎名?)
Voz por: Keiji Fujiwara
Shiina, más conocido por su apodo Shii (しー?), es otro amigo adulto de Shuuichi y Yoshino. Fue compañero de Yuki en la escuela primaria, y, finalmente, se volvió su novio tras de su cambio. A diferencia de Yuki, Shiina tenía muchos amigos en la escuela. Generalmente solo cuida de Shuuichi y Yoshino, aunque a veces hace cosas atrevidas e inesperadas, como agarrar la entrepierna de Yoshino cuando la conoce porque, ya que estaba vestida como niño en ese momento, temía que hubiese tenido una aventura con Yuki.
Taichiro Ebina (海老名 泰一朗 Ebina Taiichirō?)
Taichiro Ebina es un hombre al cual Shuuichi conoce cuando Jyogasaki descubre que ambos meseros que trabajan en el Café Brasil (el chico y la chica) son Shuuichi. Taichiro comenta que desde pequeño tenía el deseo de vestir como una mujer, pero fue cuando murió su esposa fue cuando realmente comenzó, siendo descubierto por su hija, Midori. Él suele salir vestido como mujer junto a su hija, que aun así lo llama "papi", pero es claramente visible que es un hombre con ropa de mujer.

### Maho y sus amigos
Maho Nitori (二鳥 真穂 Nitori Maho?)
Voz por: Nana Mizuki
Maho es la hermana de Shuuichi. Ella es un año mayor que Shuuichi, y, al comienzo de Hourou Musuko, está en el sexto año de la escuela primaria. Maho muestra un fuerte interés en la ropa, y gasta mucho dinero en nuevos atuendos. Ella es gran fanática de la modelo juvenil Maiko, y, para conocerla, Maho audiciona para la misma agencia de modelos para la que trabaja Maiko. Tras de ser contratada y empezar a ser reconocida como modelo, Maho comienza a disfrutar que completos extraños le pidan un autógrafo. Aunque su carrera como modelo comienza de forma lenta, Maho pronto gana confianza en sus habilidades y se vuelve amiga de Maiko y otras dos modelos: Anna Suehiro y Tamaki Sato. A diferencia de su hermana menor, Maho es muy abierta al hablar y tiende a ser muy ruda con Shuuichi, al punto de golpearla o abofetarla en ocasiones, y seguido ella la fuerza a hacer cosas sin la más mínima consideración de lo que opine Shuuichi. A ella no le agrada que Shuuichi se vista como una niña (siendo que al principio la apoyó) y se pone furiosa y perturbada cuando la encuentra así. En secundaria, Maho comienza a sentirse atraída a Riku Seya, compañero de clase suyo y, finalmente, comienza a salir con él. Shuuichi siempre se refiere a ella como "hermanita" (おねえちゃん onee-chan?).
Riku Seya (瀬谷 理久 Seya Riku?)
Voz por: Yoshitsugu Matsuoka
Riku Seya, usualmente llamado por su apellido, es compañero de clase Maho, a quien conoce cuando entran a secundaria. Generalmente es un chico que no levanta mucho su voz y que, inicialmente, se interesa en Shuuichi cuando se conocen, ya que la vio vestida como una niña. Cuando se entera del sexo de nacimiento de Shuuichi, Seya se enoja con Maho por ocultárselo y dejarlo ser parte de eso, pero pronto hace las paces con ella y, finalmente, comienzan a salir. Tras de que se burlaran de Shuuichi cuando asistió a la escuela usando un sailor fuku, Seya comienza a velar por la seguridad de esta y de Maho, además trata de animarlas pues ambas se encontraban decaídas.
Anna Suehiro (末広 安那 Suehiro Anna?)
Voz por: Yui Horie
Anna es una modelo adolescente que es buena amiga de Maiko y va a la misma escuela, exclusiva para mujeres, que ella; es igualmente reconocida por su experiencia en el modelaje. Ella es considerada muy abierta y dura al hablar por otras modelos. Anna, al principio, desaprueba que Shuuichi se vista como niña, e, inclusive, la llama "fenómeno" poco después de conocerla. Anna le dice a Maho, al inicio, que no tiene interés en el "enclenque de su hermano" por su feminidad, aunque después sale con Shuuchi por un tiempo, tras de que esta se lo pidiera, hasta que Anna termina con ella; aunque posteriormente volverían a ser novias. La opinión de Anna sobre de que Shuuichi se vista como niña cambia, diciendo que le sienta bien, incluso llegando a ir las dos a una cita con Shuuichi vestida como una niña. Ella cree que Shuuichi es una persona interesante, y una vez dice que es "como una linda hermanita". Anna gasta mucho dinero en ropa, y disfruta de modificarla.
Tamaki Sato (佐藤 環 Satō Tamaki?)
Voz por: Yuko Gibu
Tamaki apareció por primera vez en el volumen tres, es una modelo novata. Es llamada "Tamaki-chan" (環ちゃん?). Es alta y se sabe que tiene un novio. Sabe perfectamente cual es su lugar como modelo novata y se toma su trabajo con gran seriedad.
Maiko (麻衣子 Maiko?)
Voz por: Ai Takabe
Maiko es una modelo profesional conocida por todos como "Maiko-chan" (麻衣子ちゃん?). Maho la admira. Es muy amigable, aunque reprueba la mala actitud de Anna. Es una persona fácil de tratar. Anna suele hablar mucho con Maiko, quien a veces le da consejos que daría una persona adulta. Suele usar lentes. Tras de que entra al bachillerato se corta el cabello, cambiando drásticamente su apariencia.

### Profesores
Srita. Nakazawa (中澤先生 Nakazawa-sensei?)
Profesora de la primaria a la que Shuuichi asistió, al comienzo de la historia fue maestra de Maho, y más tarde le impartiría clases a Shuuichi. Es quien presenta a Shuuichi a sus compañeros pues su profesora a cargo, la Srita. Miura, había atropellado con su bicicleta a Maho. Al principio confundió a Shuuichi con una niña. Es una mujer alta y bella. Yuki la halaga diciéndole "me encantan las personas como usted". Es una gran profesora.
Srita. Miura (三浦先生 Miura-sensei?)
Profesora de la primaria a la que Shuuichi asistió, fue su maestra de quinto año. Suele ir todos los días a la escuela en su bicicleta. Al ser una fan del Takarazuka decidió que, para despedir a los de sexto año, la clase a su cargo interpretaría "La Rosa de Versalles", aceptando la idea de Saori de que todos interpretaran un papel del sexo opuesto.
Sr. Yamazaki (山崎先生 Yamazaki-sensei?)
Profesor de la primaria a la que Shuuichi asistió. Cuando Shuuichi y compañía pasaron a sexto año estuvo a cargo de la clase 1, impartiéndole clases a Saori, que fue la única en ser separada de sus amigos. Un hombre muy relajado.
Manabi Saisho (税所 学 Saisho Manabi?)
Voz por: Kazuya Nakai
Profesor de Shuuichi y compañía cuando ingresan a secundaria, se especializa en la enseñanza del japonés. Es un maestro primerizo. Tiende a quedarse dormido en las mañanas, por lo que suele llegar tarde. Se encargó de organizar la obra que la clase a su cargo haría para el Festival Cultural. Ama los misterios y odia el karaoke. Constantemente sufre de decepciones amorosas, siendo la primera por parte de la tía de Shuuichi, razón por la cual esta le recuerda a ella. A pesar de tener la obligación de enseñar tiende a pasar bastante tiempo divagando en sus paranoias. Él entristece cuando Shuuichi y compañía se gradúan de secundaria, ya que fue la primera generación a la que le impartió clases. Nadie supo como pronunciar su nombre hasta que les fue presentado en la ceremonia de bienvenida.
Kentaro Kaneda (兼田 健太郎 Kaneda Kentarō?)
Voz por: Takayuki Kondo
Profesor de la secundaria a la que Shuuichi asistió. También asistió a la Secundaria Nishigaoka. Se casó con una de sus compañeras de clase y tiene un hijo. Es genial y algo excéntrico, llegando a ser considerado raro y algo frío. Cuando Shuuichi asiste vestida como una niña a la escuela él es uno de los que intentan animarla y protegerla de las burlas de los demás niños. También es personaje principal de Shikii no Jūnin (Los Habitantes del Umbral). Es fotoalérgico, cosa que él comenta simplemente diciendo "soy muy sensible a la luz solar", siendo esta la razón por la cual casi siempre se le ve usando una gorra.

### Compañeros de clase
Kobayashi (小林 Kobayashi?)
Voz por: Minako Kotobuki
Kobayashi ha sido compañera de Shuuichi desde primaria. Simplemente es llamada "Kobayashi-san" (小林さん?). Usa lentes. En quinto año es quien se encarga del guion de "La Rosa de Versalles". Después, en sexto año, junto con Shuuichi, es encargada del itinerario del paseo escolar. Se une al Club de Teatro en secundaria y le presenta el guion que hizo en primaria a su maestra asesora.
Ishii (石井 Ishii?)
Ishii fue compañero de Shuuichi en quinto de primaria. Iba a ser quien interpretara a "Rosalie" al inicio, pero termina como "Oscar" pues todos decidieron que "Rosalie" le sentaba mejor a Shuuichi.
Aikawa (相川 Aikawa?)
Aikawa fue compañero de Shuuichi en quinto de primaria. En él ha despertado un interés prematuro en el sexo, principalmente en el físico. Le fascina molestar a Yoshino.
Shinpei Doi (土居 伸平 Doi Shinpei?)
Voz por: Hiroyuki Yoshino
Shinpei Doi, usualmente llamado solo por su apellido, apareció por primera vez en el volumen 3. Se encuentra en una clase diferente a la de Shuuichi en sexto año. Es buen amigo de Takanori Oka. Le gustaba Saori y, aunque el sentimiento era correspondido, tras leer el diario de intercambio de Shuuichi y Yoshino y burlarse de ellos, Saori termina odiándolo y, cuando esta le reprocha sus actos, Doi no duda en golpearla enfrente de Shuuichi; desde entonces ni Yoshino ni Sasa lo consideran una buena persona. Al entrar en secundaria se enamora de Yuki, por lo cual decide acercarse a Shuuichi, aunque posteriormente terminaría enterándose de que Yuki es una transexual. En bachillerato termina asistiendo a la misma escuela que Shuuichi, Makoto y Oka, es entonces que se ve que ya no tiene interés en molestar a Shuuichi e, inclusive, mantiene una amistad más o menos estable con ella. Su hermana mayor es amiga de Maho.
Takanori Oka (岡 孝典 Oka Takanori?)
Voz por: Mutsumi Tamura
Takanori Oka, usualmente llamado solo por su apellido, apareció por primera vez en el volumen 2. Se encuentra en una clase diferente a la de Shuuichi en sexto año. Durante el paseo escolar no desaprovecha la oportunidad de burlarse de Shuuichi, cosa que molesta sobremanera a Saori. Desde entonces no les agradaría mucho ni a Yoshino ni a Sasa. Para bien o para mal es algo extravagante. En secundaria se vuelve buen amigo de Makoto. En bachillerato termina en la misma escuela que Shuuichi, Makoto y Doi.
Yamamoto (山本 Yamamoto?)
Yamamoto es compañero de clase de Yoshino y Saori en bachillerato. Se enamora a primera vista de Saori, y creía que Yoshino era un chico y "novio" de Saori (posteriormente se daría cuenta de la verdad). Se menciona que en 13 años terminará casado con Kayoko Masuda.
Kayoko Masuda (増田 加代子 Masuda Kayoko?)
Kayoko Masuda es compañera de clases de Yoshino y Saori en bachillerato. Se enamoró a primera vista de Yoshino, pues pensó que era un chico; luego se daría cuenta de la verdad, y consideraría genial a esta. Se menciona que en 13 años terminará casada con Yamamoto.
Minamoto (皆本 Minamoto?)
Minamoto fue compañera de Shuuichi en quinto año de primaria antes de que esta fuera transferida a Nishigaoka; Shuuichi menciona que era la representante de la clase. Minamoto se encuentra con Shuuichi en el café donde esta trabaja. Se encargó de planear una reunión de compañeros de clase. Es amiga de Jyogasaki.

### Familiares
Satomi Nitori (二鳥 さとみ Nitori Satomi?)
Voz por: Sayaka Ohara
Satomi Nitori es la madre de Shuuichi y de Maho. Con Maho es de carácter fuerte, mientras que es un poco más dulce con Shuuichi. A pesar de ser una madre amorosa que está al pendiente de sus hijas, no tenía idea del gusto de Shuuichi por vestir con ropa femenina, por lo que se sorprende cuando ella asiste a la escuela con un uniforme de marinera, dejando marcada su memoria con ese doloroso recuerdo.
Hiroyuki Nitori (二鳥 博之 Nitori Hiroyuki?)
Voz por: Shunzo Miyasaka
Hiroyuki Nitori es el padre de Shuuichi y Maho. Un hombre trabajador y padre gentil. Se muestra perplejo al saber del gusto de Shuuichi por la ropa femenina, pero lo acepta. Mantiene una buena relación con sus padres, a suelen visitar en sus vacaciones.
Sra. Takatsuki (高槻ママ Takatsuki-mama?)
Voz por: Yuka Keicho
Es la madre de Yoshino. Se le dificulta lidiar con su hija que, según ella, actúa cada vez más imprudentemente conforme crece. Insiste en comprarle a Yoshino ropa linda como faldas o vestidos, a pesar de los reclamos de su hija. Se desconoce su nombre.
Sr. Takatsuki (高槻パパ Takatsuki-papa?)
Es el padre de Yoshino. Es gran fan del Takarazuka, por lo que quiere que Yoshino sea parte de este. Se desconoce su nombre.
Hermano de Yoshino (高槻兄 Takatsuki-kei?)
Es el hijo mayor. Se lleva muy bien con Yoshino, por lo que le regala su viejo uniforme de secundaria. Se desconoce su nombre.
Hermana de Yoshino (高槻姉 Takatsuki-ane?)
Es la segunda hija. No quería que Yoshino asistiese a la escuela a la que fue porque dice que es muy dura. Se desconoce su nombre.
Mamá de Saori (さおりママ Saori-mama?)
Voz por: Yurie Kobori
Es muy amable, tolerante y muy dulce con su hija, por la cual se preocupa cuando sus sentimientos están heridos. Sabe que Shuuichi y Yoshino son de los pocos amigos que tiene Saori. En sus ratos libres le gusta salir a pasear con su hija a museos, tiendas o a tomar un té. Se desconoce su nombre.
Mamá de Sasa (佐々ママ Sasa-mama?)
Voz por: Kaoru Mizuhara
Puede ser algo impaciente. Cree que tanto Shuuichi como Makoto son novias de su hija. Se desconoce su nombre.
Mamá de Makoto (有賀ママ Ariga-mama?)
Voz por: Rina Tagashira
Atiende la "Panificadora Ariga". Ella y Makoto pueden hablar de cualquier tema, aunque muchas veces ella se burla de su hija. Su personalidad tan dinámica suele fastidiar a Makoto. Se desconoce su nombre.

### Otros
Fumiya Ninomiya (二宮 文弥 Ninomiya Fumiya?)
Voz por: Kaoru Mizuhara
Fumiya es un chico parlanchín un año mayor que Saori, a quien conoce cuando esta comienza a ir a la iglesia. Saori es fácilmente molestada por él, especialmente cuando le lleva flores de la florería de sus padres. Él se interesa en Saori y trata de volverse su novio, cosa que consigue cuando ella entra al bachillerato. Tras conocer a Shuuichi, Fumiya se pone celoso por el interés de Saori en este, y encuentra el que se vista de niña asqueroso. Aunque inicialmente le miente a Saori y a Shuuichi sobre de que le gustaba vestirse como niña, después es visto vestido así junto a Shuuichi, al igual que en el Festival Cultural en la escuela de Shuuichi. Fumiya disfruta la atención que conlleva vestirse como niña y admite que le gusta ser llamado "lindo".
En bachillerato él engaña a Shuuichi y a Makoto para que se unan al Club Coral, pues quería entrar a un club deportivo ya que había comenzado a salir con Saori y quería volverse mejor persona para ella, y la condición para dejar el club era que presentara nuevos miembros, pero finalmente no deja el club pues estaba arrepentido de sus actos.
Fumie (史江 Fumie?)
Fumie es la dueña del Café Brasil. Contrató a Shuuichi pensando que era una chica, pero no se dio cuenta de su verdadero sexo hasta que este se lo dijo al momento de entregarle su currículum; pero no por eso lo despidió. Tiene un blog donde escribe acerca de su local. Shuuichi le recuerda a su "compañero de secundaria que dejó de ir a la escuela" (que resulta ser Yuki). Atiende su negocio junto a su esposo y a su suegro.
El "abuelo" del Café Brasil (喫茶ブラジルの“おじいちゃん” Kissa Burajiru no “ojīchan”?)
Es el suegro de Fumie. Pensaba que Shuuichi era una verdadera chica, por eso Fumie le pide a Shuuichi que mantenga en secreto que es un chico, pues no quiere confundir a su suegro. Fallece en el periodo en que Shuuichi se tomó un tiempo libre.
Jyogasaki (城ヶ崎 Jyōgasaki?)
Jyogasaki es amiga de Minamoto. Está escribiendo una novela. Jyogasaki conoce a Shuuichi cuando Minamoto la lleva al café donde él trabaja y se lo presenta como un compañero de clases en quinto año de primaria. Al saber que Shuuichi es tanto la chica como el chico que trabajan en el Café Brasil, Jyogasaki le pide que la deje entrevistarlo, pues quiere saber como piensa "gente como él" para ponerlo en su novela. Cuando empezaba a interrogar a Shuuichi, ambos se encuentran con Taichiro Ebina y con su hija, Midori, por lo que también decide interrogar a este. Pronto, Shuuichi le dice a Jyogasaki que detesta que lo esté usando como "sujeto de prueba", lo que a Jyogasaki no le agrada nada; pero, debido a que Shuuichi se queda sin tiempo libre, este le permite seguir entrevistándolo a cambio de que Jyogasaki cubra parte de su turno en el Café Brasil.
Midori Ebina (海老名 みどり Ebina Midori?)
Midori, apodada Mii-tan (みいたん?), es la hija de Taichiro Ebina. Ella, según comenta su padre, está por salir del preescolar. Es muy inocente. Ella cree que su padre se viste como mujer solo como un juego, del cual ella quiere y le gusta participar.

## Producción
En una entrevista en agosto de 2003, Takako Shimura declaró que el tema de Hourou Musuko es similar a la segunda mitad de su serie de manga anterior Shikii no Jūnin (Los habitantes del umbral). Shimura tomo a Kentaro Kaneda, maestro de secundaria de este, y lo insertó en Hourou Musuko, donde imparte clases en la secundaria a la que asiste Shuuichi, porque en verdad gustaba de su personaje. Shimura originalmente planeaba usar a una estudiante de bachillerato que quería ser hombre como personaje principal. Sin embargo, ella pensó que un niño que quiere volverse ser una niña antes de entrar a la pubertad tendría más preocupaciones relacionadas con crecer y cambió la historia conforme a esto. Shimura usó su visión de que el niño pasaría por cambios significativos conforme creciese para desarrollar más la historia y los personajes. El título japonés, Hōrō Musuko, es un juego de palabras para hōtō musuko (放蕩息子?), que significa "hijo pródigo".
Shimura encontró los nombres de sus personajes principalmente mediante la búsqueda en diccionarios de nombres, aunque también tomó los de sus conocidos y los cambió ligeramente e, inclusive, uso nombres de estaciones de tren para personajes que solo aparecerían una vez. De todos los personajes, la que más agrada a Shimura es Kanako Sasa. Para los diseños de la ropa de los personajes femeninos Shimura consultó varias revistas de moda para preadolescentes, especialmente Nicola. Shimura comentó su autodesaprobación en el epílogo del volumen uno, ya que, como en sus otras series, sus personajes no difieren mucho de otros, sus paneles son muy blancos y hay muchos pathos.

## Contenido de la obra

### Manga
El manga Hourou Musuko es escrito e ilustrado por Takako Shimura. Ha sido serializado en la revista de manga seinen (para jóvenes adultos) Comic Beam desde diciembre de 2002, en la que se sigue publicando. Por tanto , Hourou Musuko es uno de los trabajos más largos que has sido serializados en Comic Beam. Muchos capítulos has sido compilados por  Enterbrain en volúmenes tankōbon bajo la imprenta Beam Comix, comenzando el 25 de julio de 2003; y, al 24 de septiembre del 2011, 12 volúmenes han sido publicados. Hourou Musuko fue uno de los muchos títulos de manga incluidos con el lanzamiento, en diciembre de 2009, del servicio de distribución de manga de la PlayStation Store para las PlayStation Portable japonesas. La serie fue licenciada al inglés por Fantagraphics Books, quien comenzó a publicar la serie en Norte América en el formato de tapa dura empezando con el primer volumen el 15 de junio de 2011. Gary Groth de Fantagraphics Books dijo, en una entrevista, que licenció Hourou Musuko porque "no es la típica elección para un título de manga publicada en los Estados Unidos y no trata un tema típico para los comics en general" diciendo que el tema es "perfectamente legítimo... para la literatura - o los comics". La serie también está licenciada por Ever Glory Publishing en Taiwán y por Haksan Culture Company en Corea.

### Anime
Una adaptación a serie de anime de 12 episodios producida por AIC Classic y Aniplex comenzó a emitirse en Japón el 14 de enero de 2011 en el bloque Noitamina de Fuji TV. Crunchyroll emitió simultáneamente el anime en su sitio web. Aniplex lanzó el anime en seis volúmenes compilatorios en Blu-ray y DVD en Japón entre el 27 de abril y el 21 de septiembre de 2011. Los episodios 10 y 11 fueron editados en uno solo para su emisión en televisión, sus versiones completas salieron en los volúmenes compilatorios 5 y 6, respectivamente. El anime adapta la historia desde el punto en que los personajes entran a secundaria hasta el segundo Festival Cultural en el que participan. El anime fue dirigido por Ei Aoki y el guion fue escrito por Mari Okada. El animador en jefe, Ryūichi Makino, basó el diseño de los personajes usado en el anime en los originales de Takako Shimura y el animador principal fue Michio Satō. La música fue producida por Satoru Kosaki y Keiichi Okabe, ambos de Monaca, y el director de sonido fue Jin Aketagawa. El tema de apertura del anime fue "Itsudatte." (いつだって。 "Siempre."?), interpretado por DAISUKE (ダイスケ?); el sencillo fue lanzado el 2 de marzo de 2011. El tema de cierre fue "For You" (Por Ti), interpretado por Rie fu, cuyo sencillo fue lanzado el 16 de febrero de 2011. El OST fue lanzado el 24 de agosto de 2011.

## Recepción
Hourou Musuko fue seleccionado como trabajo recomendado por el jurado del décimo Japan Media Arts Festival en el 2006. En una reseña del primer volumen hecha por Rebecca Silverman de Anime News Network (ANN), ella aclamó el lento ritmo de la narración de la historia, que "le da la sencasión de ser más realista". Silverman elogió a Takako Shimura por hacer a Shuuichi un "protagonista humano", pero destaca que "muchos de los niños muestran actitudes de una edad mayor a la que tienen". El segundo volumen apareció en la columna Right Turn Only de ANN en marzo de 2007 como la Importación del Mes, donde Carlo Santos alabó la serie por usar el intercambio de géneros como el "corazón de la historia" en contraste a "toda otra serie" que involucra el travestismo, que usan el "intercambio de géneros como un argumento gracioso". Los dibujos fueron descritos como "simples con pocos trazos, pero increíblemente expresivos", Santos expresó que es el "estilo más difícil y bello de todos". Santos criticó el "realismo emocional" del trabajo por hacer que los personajes tuviesen "actitudes madura irrealistas" acerca de "asuntos más allá de su comprensión".
Matt Thorn, el traductor al inglés del manga, dijo que fanes de Ana de las Tejas Verdes o La Rosa de Versalles también disfrutarían Hourou Musuko, y Silverman comparó Hourou Musuko con Mizuiro Jidai. Thorn describió el arte como "limpio y adorable" y después describió Hourou Musuko como "dulce, invitador a la reflexión, gracioso y conmovedor y creo que trascenderá entre los lectores sin importar su identidad de género u orientación sexual". El primer volumen del manga traducido por Fantagraphics Books tuvo un prelanzamiento en el Toronto Comic Arts Festival en mayo de 2011 y se agotó en las primeras dos horas del evento. La Young Adult Library Services Association nominó Hourou Musuko para su "Great Graphic Novels for Teens list" del 2012.